# فام سون مان
فام سون مان (انگلیسی: Phạm Xuân Mạnh؛ زادهٔ ۹ فوریهٔ ۱۹۹۶) بازیکن فوتبال اهل ویتنام است.
وی همچنین در تیم‌های ملی فوتبال زیر ۲۳ سال ویتنام و ویتنام بازی کرده‌است.